# Мјендзижец Подласки
Мјендзижец-Подласки (пољ. Międzyrzec Podlaski) град је у Војводству лублинском. По подацима из 2004, има 17.283 становника.
Град је основан 1174.

## Демографија
| 2012.  |
| ------ |
| 17.223 |